# Cap des Dan
Das Cap des Dan ist ein Kap, das den nördlichen Ausläufer der Rostand-Insel im Géologie-Archipel vor der Küste des ostantarktischen Adélielands bildet.
Französische Wissenschaftler benannten es 1977 nach den Schiffen Magga Dan und Thala Dan, die hier 1962 vor Anker gegangen waren.